# Keivi Pinto
Keivi Mayerlin Pinto (26 de diciembre de 1979) es una deportista venezolana que compitió en judo.
Ganó una medalla en los Juegos Panamericanos de 2003 y tres medallas en el Campeonato Panamericano de Judo entre los años 2003 y 2013.

## Palmarés internacional
| Juegos Panamericanos    | Juegos Panamericanos            | Juegos Panamericanos | Juegos Panamericanos |
| Año                     | Lugar                           | Medalla              | Categoría            |
| ----------------------- | ------------------------------- | -------------------- | -------------------- |
| 2003                    | Santo Domingo (Rep. Dominicana) | Medalla de bronce    | –78 kg               |
| Campeonato Panamericano |                                 |                      |                      |
| Año                     | Lugar                           | Medalla              | Categoría            |
| 2003                    | Salvador (Brasil)               | Medalla de plata     | –78 kg               |
| 2004                    | Isla de Margarita (Venezuela)   | Medalla de bronce    | –78 kg               |
| 2013                    | San José (Costa Rica)           | Medalla de bronce    | –78 kg               |